# Kristi Bellock
Kristi Bellock (ur. 9 lutego 1990 w East Jefferson) – amerykańska koszykarka, występująca na pozycji silnej skrzydłowej, obecnie zawodniczka zespołu DSK Basketball Nymburk.
30 maja 2018 została zawodniczką PGE MKK Siedlce. 25 lutego 2019 opuściła klub, dołączając do czeskiego DSK Basketball Nymburk.

## Osiągnięcia
Stan na 30 kwietnia 2019, na podstawie, o ile nie zaznaczono inaczej.
NCAA
- Mistrzyni:
  - NCAA (2011)
  - turnieju konferencji:
    - Big 12 (2010)
    - Southeastern (2013)
- Uczestniczka rozgrywek:
  - Sweet 16 turnieju NCAA (2011, 2012)
  - turnieju NCAA (2010–2013)

Drużynowe
- Mistrzyni:
  - Turcji (2015)
  - dywizji Mid West WBCBL (2017)

Indywidualne
(* – nagrody przyznane przez eurobasket.com)
- MVP sezonu ligi luksemburskiej (2014)*[3]
- Najlepsza*:
  - zagraniczna zawodniczka ligi
    - czeskiej (2018)[4]
    - luksemburskiej (2014)[3]

  - skrzydłowa ligi:
    - czeskiej (2018)[4]
    - luksemburskiej (2014)[3]
- Zaliczona do*:
  - I składu:
    - ligi czeskiej (2018)[4]
    - ligi luksemburskiej (2014)[3]
    - zawodniczek zagranicznych ligi luksemburskiej (2014)[3]
- Liderka w zbiórkach ligi:
  - luksemburskiej (2014)[3]
  - polskiej (2019 – sezonu regularnego)